# Colias shahfuladi
Colias shahfuladi is een vlindersoort uit de familie van de Pieridae (witjes), onderfamilie Coliadinae.
Colias shahfuladi werd in 1956 beschreven door Clench & Shoumatoff.